# Arnoldo Canclini
Arnoldo Canclini (La Plata, 11 de enero de 1926 - 10 de junio de 2014) fue un filósofo, pastor bautista, teólogo e historiador argentino, reconocido como el más prolífico historiador de la Tierra del Fuego.

## Biografía y obra publicada
Se doctoró en Filosofía en la Facultad de Filosofía y Letras (Universidad de Buenos Aires) en 1951, y ese mismo año comenzó a trabajar como pastor en varias iglesias bautistas de la ciudad de Buenos Aires y sus alrededores. Cursó estudios de teología bautista en el Seminario Internacional Teológico Bautista.
Tuvo una activa vida religiosa, fue profesor en seminarios de historia eclesiástica, presidente de la Sociedad Bíblica Argentina, miembro del Consejo para la Libertad Religiosa, director de las revistas Tribuna Evangélica y El Expositor Bautista y director del Departamento Editorial de la Junta Bautista de Publicaciones. Entre sus publicaciones históricas figuran 400 años de protestantismo argentino, La libertad de cultos (1987), Bautistas argentinos (2008) y La Biblia en la Argentina (póstumo, 2015). Fue reconocido como doctor honoris causa en teología.
Editó alrededor de treinta títulos sobre la historia de la provincia de Tierra del Fuego, Antártida e Islas del Atlántico Sur y del extremo sur argentino, entre ellos una Historia de Tierra del Fuego (1980), que conoció varias reediciones actualizadas, Hasta lo último de la tierra: Allen H. Gardiner y las misiones en la Tierra del Fuego (1951), Cómo fue civilizado el Sur patagónico (1977), Allen F. Gardiner. (1979), Thomas Bridges (1980), Waite H. Stirling (1980), Julio Popper. Quijote del oro fueguino (1993), La Armada Argentina en Tierra del Fuego (1996), Leyendas de la Tierra del Fugo (1998), Malvinas (2000), Así nació Ushuaia (2006), Indios fueguinos (2007), Navegantes, presos y pioneros en Tierra del Fuego (2007), Tras las rejas (2008), Jemmy Button (2013),  Luis Piedra Buena (2013), Radowitzky (biografía del anarquista Simón Radowitzky, que pasó diecinueve años en el penal de Ushuaia, 2009) y Comandante Piedra Buena (póstumo, 2014). Muchos de estos títulos fueron editados primeramente a través de la editorial Dunken, una empresa que publica libros a solicitud, para después ser reeditados por pequeñas editoriales de Ushuaia o editoriales más grandes de Buenos Aires. También prologó el libro de Thomas Bridges, Indios del último confín, y publicó notas en varias revistas históricas, entre ellas varias en las revistas Historia, Investigaciones y Ensayos (de la Academia Nacional de la Historia) y Todo es Historia, la popular publicación de divulgación fundada por Félix Luna, y en los diarios La Nación y La Prensa.
Entre sus intereses, también editó varios títulos acerca de Cristóbal Colón, sobre las raíces italianas de su pensamiento y acerca de los aspectos espirituales de su vida y su obra: Colón y la Biblia (1991), La fe del Descubridor. Aspectos religiosos de Cristóbal Colón (1992), Cristóbal Colón: vida y pasiones de un descubridor (1992), La partida final del Almirante: luces y sombras en la muerte de Cristóbal Colón (1992).
Fue miembro correspondiente de la Academia Nacional de la Historia por la provincia de Tierra del Fuego, Antártida e Islas del Atlántico Sur, y del Instituto Nacional Browniano.
En 2009, el Congreso de la Nación Argentina le otorgó el premio nacional por el Día de los Mayores Notables Argentinos junto a otros catorce ciudadanos distinguidos por sus aportes en los campos cultural, social, científico y económico al progreso de la Nación. En su homenaje, el Seminario Internacional Teológico Bautista creó el Archivo Histórico Dr. Arnoldo Canclini.
Tras atravesar una larga convalecencia por diabetes, Canclini falleció en Buenos Aires en junio de 2014 y fue sepultado en el Cementerio Británico, parte del Cementerio de la Chacarita de esa ciudad.